# Singa myrrhea
Singa myrrhea là một loài nhện trong họ Araneidae.
Loài này thuộc chi Singa. Singa myrrhea được Eugène Simon miêu tả năm 1895.